# Geoinformationssystem
Geoinformationssysteme, Geographische Informationssysteme (GIS) oder Räumliche Informationssysteme (RIS) sind Informationssysteme zur Erfassung, Bearbeitung, Organisation, Analyse und Präsentation räumlicher Daten. Geoinformationssysteme umfassen die dazu benötigte Hardware, Software, Daten und Anwendungen.

## Anwendungsgebiete
Geoinformationssysteme werden in vielen Bereichen genutzt, unter anderem in der Geographie, Umweltforschung, Archäologie, Marketing, Kartografie, Stadtplanung, Kriminologie (Verbrechenskarten), Logistik, im Ressourcenmanagement und im Gesundheitswesen. Mithilfe eines GIS ist es dem Zivilschutz beispielsweise möglich, Informationen für Evakuierungspläne zusammenzustellen oder Gefahrenzonen, welche verstärkt von Naturkatastrophen betroffen sind, auszuweisen. Umweltschutzbehörden können bestimmen, welche Feuchtgebiete in besonders bedrohten Gebieten liegen. Marketingabteilungen können herausfinden, in welchen Gebieten neue Kunden gewonnen werden können, wo sich geeignete Standorte für neue Filialen befinden oder wie hoch die Versorgungsdichte in einem bestimmten Gebiet bereits ist.

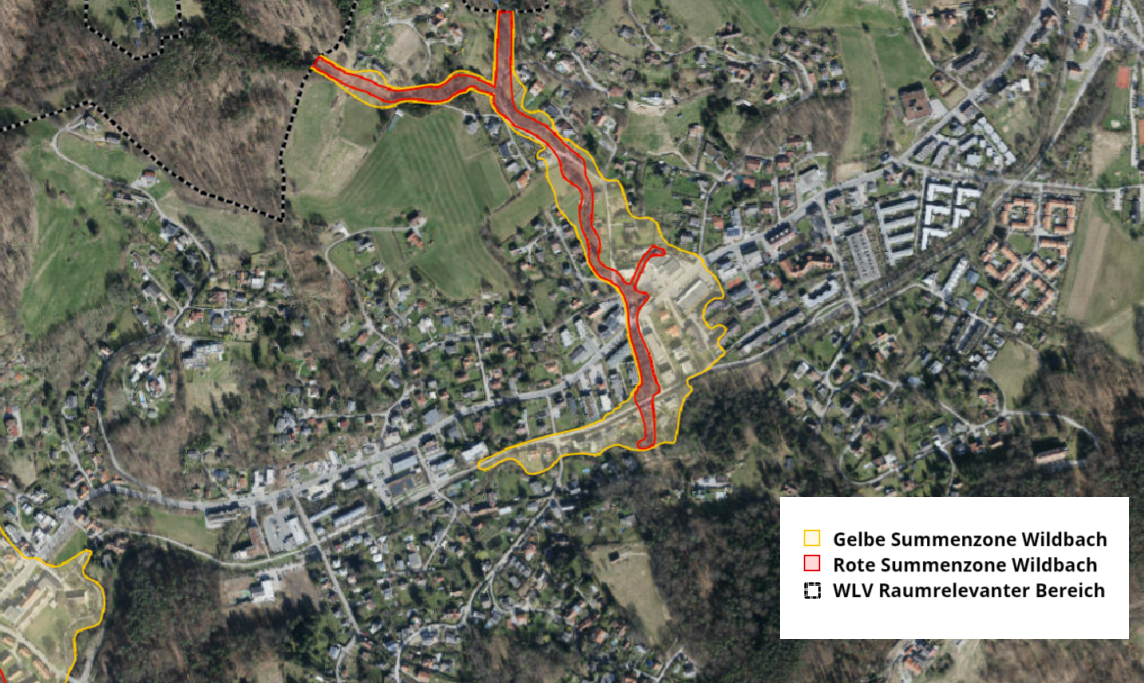
Gefahrenzonenenplan der Wildbach- und Lawinenverbauung in Graz Mariatrost.
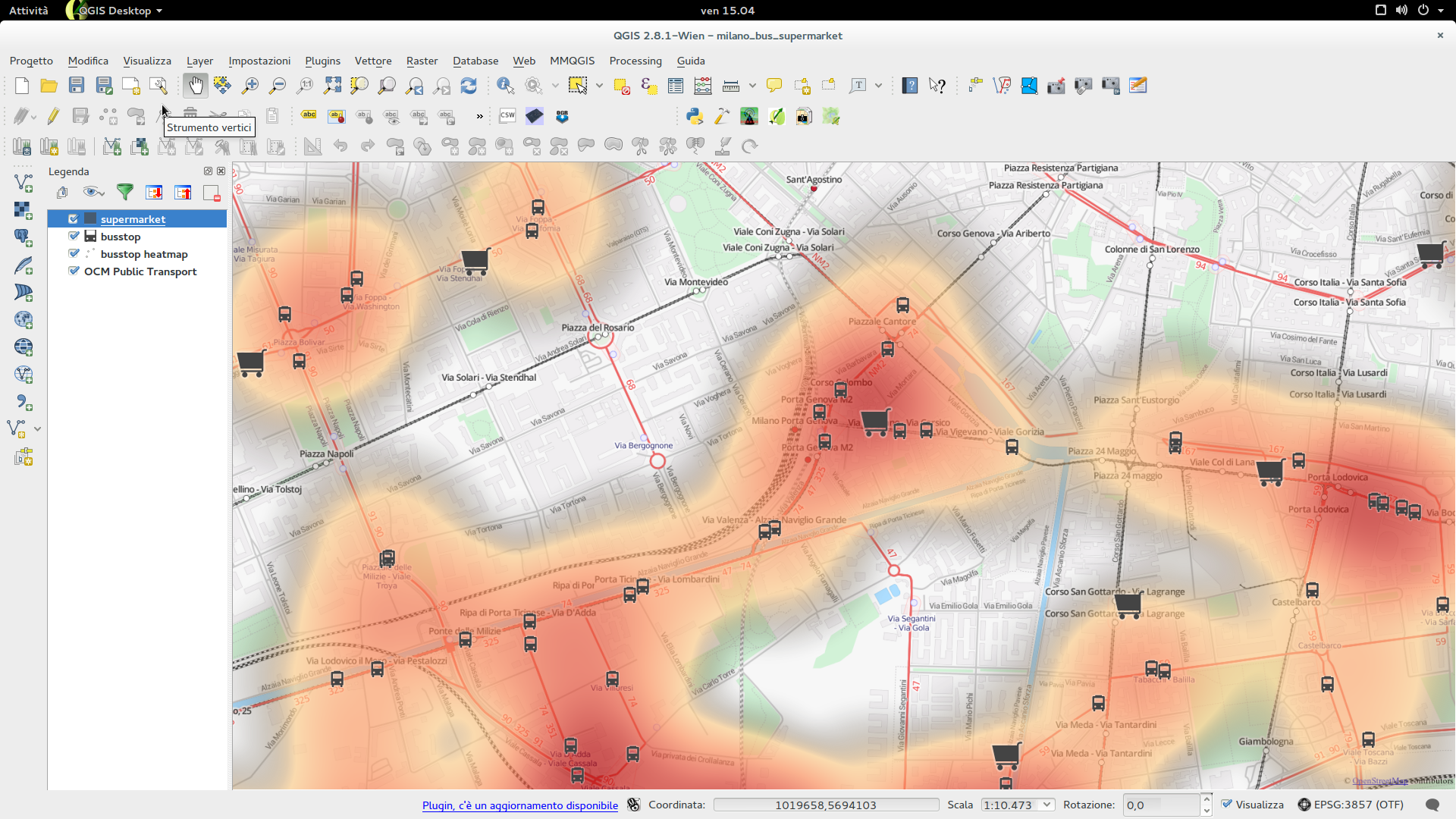
Punktdichte Auswertung zur Bestimmung der Dichte an Supermärkten und Bushaltestellen in QGIS.

## Geschichte

### Vorgeschichte

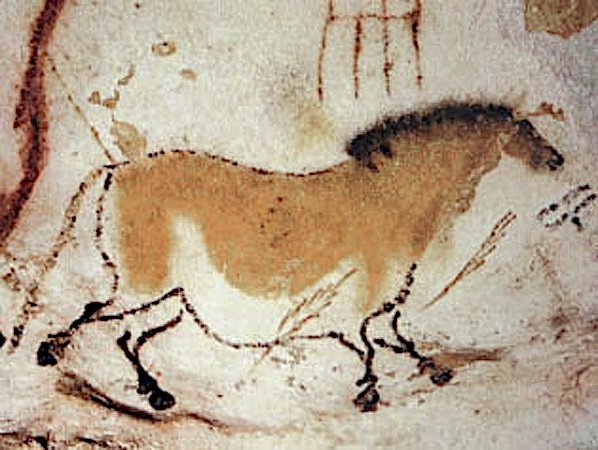
Höhlenmalerei aus Lascaux

Bereits vor etwa 15.500 Jahren zeichneten Cro-Magnon-Jäger Bilder ihrer Beutetiere an die Wände der Höhle von Lascaux, wobei die Strichzeichnungen als Wanderrouten dieser Tiere interpretiert werden können. Nach Ansicht einiger Autoren stellen diese frühen Darstellungen zwei Elemente der Struktur moderner Geoinformationssysteme (ein Bild verknüpft mit Attributinformationen) dar.
1832 erstellte der französische Geograph und Kartograf Charles Picquet eine Karte, um die Ausbreitung der dort herrschenden Choleraepidemie in 48 Pariser Distrikten visuell darzustellen. Die betroffenen Distrikte färbte er nach der Anzahl der Todesfälle ein. Dies ist eine der frühesten Anwendungen der räumlichen Statistik in Bezug auf Epidemiologie. Veröffentlicht wurde diese Darstellung 1834 in einem Prüfbericht des Kommissionsleiters Louis-François Benoiston de Châteauneuf, der selber Ökonom, Statistiker und Demograf war.

John Snows Karte der Häufung der Todesfälle während der Cholera-Epidemie 1854

1854 entwarf der Arzt John Snow eine Karte der Cholerafälle in London. Dabei stellte er jeden Fall als Punkt an der entsprechenden Position dar. Durch Snows Studien der Verteilung der Cholerafälle konnte die Quelle der Krankheit, eine kontaminierte Wasserpumpe, ermittelt werden. Während die Grundelemente von Topologie und Thema bereits zuvor in der Kartografie bekannt waren, zeichnet sich John Snows Karte dadurch aus, dass er diese kartographischen Methoden erstmals nicht nur zur Visualisierung, sondern zur Clusteranalyse von räumlichen Phänomenen nutzte.
Mit der raschen Entwicklung der Computerhardware in den 1960er Jahren entstanden die ersten universellen Kartenerstellungs-Applikationen.

### Entwicklung moderner GIS
1963 wurde in Ottawa durch das Department of Forestry and Rural Development mittels System Design und dem Beginn der Entwicklung der Grundstein für das erste moderne GIS gelegt. 1965 wurde das System umgesetzt und sollte laut Plan mit 1976 finalisiert werden. Roger Tomlinson entwickelte ein GIS namens Canada Geographic Information System (CGIS). Es verfügte über Funktionen zur Speicherung, Analyse und Bearbeitung der Daten des Canada Land Inventory. Ziel der Entwicklung war es, die Kapazitäten des Landes (Boden, Landwirtschaft, Wälder, wild lebende Tiere, Wasservögel, Landnutzung) im Maßstab 1:50.000 zu ermitteln. Diese Daten wurden in Güteklassen kategorisiert, um Analysen zu ermöglichen. CGIS war das erste echte GIS und eine Weiterentwicklung der reinen Kartierungs-Applikationen, da es zahlreiche Zusatzfunktionen wie Overlay, Messungen und Digitalisierung/Scannen umfasst. Es unterstützte ein nationales Koordinatensystem, verarbeitete Linien als Bögen mit einer echten Topologie und speicherte die Attribute von den räumlichen Informationen getrennt in separaten Dateien. Durch diese Entwicklung wurde Tomlinson als „Vater von GIS“ bekannt. CGIS wurde bis in die 1990er Jahre genutzt und war die größte digitale Landressourcen-Datenbank Kanadas. Es wurde als Mainframe-System zur Unterstützung nationaler und regionaler Ressourcenplanung und -managements entwickelt. Eine seiner Stärken war die landesweite Analyse komplexer Daten. CGIS war nie in kommerzieller Form erhältlich.
1964 gründete Howard T. Fisher das Laboratory for Computer Graphics and Spatial Analysis an der Harvard Graduate School of Design. Dort wurden zahlreiche wichtige theoretische Konzepte für die Verarbeitung von Geodaten entwickelt. Bereits in den 1970er Jahren hatte das Team zahlreiche zukunftsweisende Programmcode-Abschnitte und Softwaresysteme wie „SYMAP“, „GRID“ und „ODYSSEY“ veröffentlicht. Diese waren Inspirationsquellen für spätere kommerzielle Entwicklungen.
In den 1980ern entstanden mit M&S Computing (später Intergraph), ESRI, MapInfo und CARIS wichtige kommerzielle Produzenten von Geoinformations-Software. Ihre GIS umfassten zahlreiche Funktionen. Sie bauen auf dem herkömmlichen Ansatz auf, räumliche Daten von Attributdaten zu trennen, verwendeten aber bereits Datenbanken.
Parallel dazu begann das U.S. Army Corps of Engineers Research Laboratory in Champaign, Illinois, mit der Entwicklung eines freien GIS namens GRASS GIS.
In den späten 1980er und 1990er Jahren wuchs das Programmangebot durch den starken Anstieg der GIS-Nutzung zunächst auf Unix-, später auch auf Windowsrechnern.
Ende des 20. Jahrhunderts gab es für die GIS-Technologie durch das Internet neue Entwicklungsmöglichkeiten. Heute gibt es mehr und mehr Open-Source-GIS, die auf zahlreichen Betriebssystemen laufen und für Spezialanforderungen angepasst werden können.

## GIS-Software
Im gewerblichen Bereich dominieren kommerzielle GIS. Zu den bekanntesten Herstellern zählt ESRI mit seinen ArcGIS Produkten. Daneben sind noch Hersteller wie Autodesk (Topobase und Map3D), Bentley Systems (MicroStation), Intergraph (GeoMedia), Manifold System, Pitney Bowes (MapInfo und pbEncom), Supergeo (SuperGIS) und Smallworld zu nennen. Diese Hersteller bieten meist eine komplette Produktpalette mit Systemen in verschiedenen Ausbaustufen an. Behörden und das Militär nutzen meist spezielle eigens erstellte, angepasste (z. B. ESRI (ArcGIS), Pitney Bowes (MapInfo), CAIGOS (CAIGOS-GIS), GEOgraFIS, Polygis), oder Open-Source-Softwareprodukte.
Open-Source Lösungen werden mittlerweile häufig im akademischen Bereich verwendet. Die bekanntesten Open-Source-GIS sind GRASS GIS und QGIS, beides sind Projekte der Open Source Geospatial Foundation. Es existieren zahlreiche weitere Systeme wie OpenJUMP, DIVA-GIS und SAGA GIS oder GIS-Werkzeuge wie GeoTools oder GDAL und Webmapping-Bibliotheken wie OpenLayers oder Leaflet.
Verteilte, dienstbasierte Architekturen ermöglichen eine vereinfachte, kostengünstige Geodatendistribution. Die meisten Desktop-GIS unterstützen den Zugriff auf Web-basierte standardisierte Karten- und Geodatendienste. GIS, welche auf Webservices über das Internet zurückgreifen, werden als Web-GIS bezeichnet. Geoportale als spezifische Ausprägung von Web-GIS sind Webanwendungen für eine Suche nach und einen Zugriff auf geographische Informationen und Dienste (Darstellung, Editierung, Analyse) mithilfe eines Webbrowsers. In diesem Bereich dominieren Google Maps mit Google Earth als Desktop-Zugangssoftware, Bing Maps, HERE, Yandex.Maps, sowie als Open-Data-Projekt OpenStreetMap.
In den vergangenen Jahren konnten zwei wesentliche Trends im Kontext von GIS identifiziert werden. Zum einen lässt sich eine verstärkte Bedeutung von GIS im Internet beobachten, wie aktuelle Entwicklungen im Bereich des Web-GIS zeigen. Des Weiteren ist zu beobachten, dass GIS einfacher zugänglich werden und auch Laien zunehmend mit GIS in Kontakt kommen, ohne konkret zu wissen, dass es sich dabei um GIS handelt. Dies wird ermöglicht durch Geoportale im Internet oder Navigations-Apps (z. B. OsmAnd, Organic Maps oder Google Maps), welche der Allgemeinheit nicht nur Geodaten in Kartenform bereitstellen, sondern auch die Erfassung (z. B. durch Tracking-Aufzeichungen), Verwaltung von Geodaten oder sogar einfache räumliche Analysen wie Entfernungsmessungen ermöglichen.

## Geodaten

### Modellierung

#### Datenmodell
Datenmodelle beschreiben, welche Daten in einem Informationssystem gespeichert werden können und wie diese Daten strukturiert sind. Es handelt sich dabei um Informationen über verschiedene reale Objekte (Personen, Flurstücke, Flüsse). Diese Objekte werden durch ausgewählte Attribute beschrieben. Beispielsweise kann man allen Flurstücken die Attribute Gemarkungsnummer, Flur, Flurstücksnummer und Nutzungsart zuordnen. Bei den genannten Eigenschaften handelt es sich um solche, die ein Objekt des Typs Flurstück eindeutig bezeichnen (Bundesland, Gemarkung, Flur, Flurstückszähler, Flurstücksnenner) und seiner Beschaffenheit nach beschreiben. Man spricht auch von „beschreibenden Daten“, „thematischen Daten“, „Sachdaten“ oder „Attributdaten“.
Die „klassischen“ Informationssysteme beschränken sich auf die reine Verwaltung und Verarbeitung von Sachdaten. In GIS werden den Sachdaten noch die sogenannten Geometriedaten gegenübergestellt. Sie beschreiben die geographische Lage, Form, Orientierung und Größe von Objekten (siehe auch raumbezogene Objekte). Dafür werden Vektordaten verwendet. Vektordaten repräsentieren die Objektgeometrie anhand grafischer Elemente (zum Beispiel Punkte, Linien, Kreisbögen).
Bei Vektordaten gibt man die Geometrie eines Flurstücks in Form der Grenzpunktkoordinaten und der Geometrie der Grenzlinien (Strecke, Kreisbogen) an. Der Auszug eines digitalen Luftbildes (meist in Form eines Orthofotos) liegt dagegen nur als Rasterdaten vor, kann aber damit überlagert werden.
Neben den Informationen der einzelnen Objekte speichern Informationssysteme noch Beziehungen zwischen diesen Objekten. Es kann sich um sachlogische Beziehungen oder raumbezogene Beziehungen handeln oder es können beide Beziehungskategorien abbildbar sein. Eine sachlogische Beziehung kann man z. B. zwischen Flurstücken und Personen herstellen: Eine „Person“ (Objekt) ist „Eigentümer“ (sachlogische Beziehung) des „Flurstücks“ (Objekt).

#### Datenstrukturmodell
Ein Datenstrukturmodell gibt an, auf welche Weise Objekte und ihre gegenseitigen Beziehungen in einem Informationssystem, hier speziell einem GIS, abgebildet werden können. Raumbezogene (= topologische) Beziehungen gehen zum Beispiel Flurstücke untereinander ein: ein Flurstück (präziser: die Flurstücksfläche) „ist Nachbar“ (topologische Beziehung) eines anderen Flurstücks.
Vektorbasierte Datenstrukturmodelle ermöglichen es, die Objektgeometrie mit Hilfe von geometrischen Elementen (z. B. Punkte, Kreisbögen, Linien) zu beschreiben; diese Elemente lassen sich durch geordnete oder ungeordnete Gruppierung zu höherwertigen Geometrien zusammenfassen (z. B. Linienzügen oder Flächen). Vektordaten lassen sich relativ einfach mit Sachdaten verknüpfen.
Das rasterbasierte Datenstrukturmodell kennt nur ein einziges Datenstrukturelement, nämlich das Rasterelement, je nach Rasterart auch Pixel oder „Bildpunkt“ genannt. Den Rasterelementen können zwei Eigenschaften zugeordnet werden: die geometrische und die radiometrische Auflösung. Die geometrische Auflösung gibt an, welche Länge und Breite ein Rasterelement in der Natur besitzt; die radiometrische Auflösung bezeichnet die unterscheidbaren Grauwerte je Rasterelement.

#### Topologie
Die Topologie bezeichnet die räumliche Beziehung von Geoobjekten zueinander (Nachbarschaftsbeziehungen). Im Gegensatz zur Geometrie, die die absolute Form und Lage im Raum betrifft, sind topologische Beziehungen zwischen Geoobjekten unabhängig von Maßen wie der Distanz. Die wichtigsten topologischen Beziehungen zwischen zwei Geoobjekten A und B nach Egenhofer sind:
- A ist disjunkt zu B (berühren sich nicht und überdecken sich nicht)
- A liegt innerhalb B
- B liegt innerhalb A
- A überdeckt B
- B überdeckt A
- A berührt B
- A gleicht B

#### Dimensionen
Je nach Aufgabenstellung können Geoinformationssysteme Geodaten in einer bis vier Dimensionen verwalten und bearbeiten:
- entlang einer Linie (Straßen- oder Bahntrasse, Schacht, Grenze usw.),
- auf einer Fläche (2D, was den häufigsten Fall darstellt),
- 3D-Körper oder 2D-Zeitreihen, oder
- kombiniert in Raum und Zeit (4D)

In älteren Systemen wurden die Formprimitiven aufgrund mangelnder 3D-Daten lediglich in den zweidimensionalen Raum eingebettet.
In einer Übergangsphase wurde die Höhenangabe als Attribut an zweidimensionale Objekte angefügt. Da dadurch aber noch keine 3D-Einbettung erfolgt ist, spricht man in diesem Fall lediglich von einer zweieinhalbdimensionalen Einbettung.
In modernen Anwendungen, zum Beispiel in den Geowissenschaften, sind die Objekte in den dreidimensionalen Raum eingebettet.

### Qualität
Unter Qualität versteht man im GIS-Umfeld inwiefern Geodaten definierte Anforderungen erfüllen. Die konkrete Qualität der Daten wird in der Regel auf Basis von Qualitätsmerkmale im Hinblick auf eine konkrete Fragestellung und der entsprechenden Anforderungen beurteilt. Diese Datenmerkmale sollten in den entsprechenden Metadaten dokumentiert sein. Die ISO hat in der ISO-Norm ISO 19157 Merkmale für die Qualität von Geodaten gelistet, welche sehr häufig angewandt werden.

### Rechtliches
Die Rechte an Geoinformationen leiten sich vor allem aus dem Urheberrecht ab. Wenn Geoinformationen öffentlich-rechtlich geführt werden, können zusätzlich auch Rechte nach dem Vermessungs- und Geoinformationsrecht bestehen.
Die Rechte von „Jedermann“ erlauben die eigene Ortsbestimmung, sowie Karten von öffentlich zugänglichen Orten anzufertigen, diese Daten selbst zu nutzen sowie zu verbreiten. Projekte wie OpenStreetMap verfolgen diesen Entwicklungspfad.

## Funktionen
Geoinformationssysteme erweitern die Nutzungsmöglichkeiten der klassischen Landkarte. Neben der Visualisierung gibt es zahlreiche Funktionen zur Analyse der Geodaten.

### Datenerfassung
Moderne GIS nutzen digitale Informationen, für deren Erfassung unterschiedliche Datenerfassungsmethoden benutzt werden. Vor allem in der Anfangszeit war die Digitalisierung von Papierkarten und Vermessungsplänen die gebräuchlichste Datenerfassungsmethode. Dazu wird mithilfe eines Digitalisierungsbrettes und Georeferenzierungsmethoden (in GIS- oder CAD-Programmen) die analoge Information in eine digitale Form übertragen. Zunehmend wichtiger ist die On-Screen-Digitalisierung von Satelliten- und Luftbildern. Dabei werden die gescannten oder bereits digital vorliegenden Bilder direkt am Bildschirm als Vorlage für die Digitalisierung genutzt.
Eine weitere Methode der Datenerfassung ist die Datenaufnahme im Feld mit GPS-Geräten. Mithilfe von DGPS können auch für Vermessungszwecke brauchbare Genauigkeiten erzielt werden.

### Datenbearbeitung

#### Daten-Konvertierung
Geodaten können in den unterschiedlichsten Dateiformaten und (Geo-)Datenbanken gespeichert werden. Praktisch jeder kommerzielle GIS-Hersteller liefert eigene Formate. Geoinformationssysteme bieten daher in der Regel Funktionen zur Konvertierung von Geodaten in unterschiedliche Dateiformate.
Da digitale Daten auf unterschiedlichste Weise gesammelt und gespeichert werden können, kommt es vor, dass Daten nicht mit einem Programm kompatibel sind. Das Geoinformationssystem muss daher in der Lage sein, Geodaten entsprechend zu konvertieren.

#### Raster-Vektor-Konvertierung
Die Verwendung von Rasterdaten bringt einige Probleme mit sich. Eine Möglichkeit ist die Konvertierung in Vektordaten. Ein häufig genutzter Ansatz ist, dass die Rasterzelle den Wert der Ausgangsfläche bekommt, die den größten Anteil an der Zelle hat. Ebenso kann es nützlich sein, bestimmte Eigenschaften zu bestimmen, die vorrangig oder mit höherem Gewicht einer Zelle zugeordnet werden sollen.
Bei der Raster-Vektorkonvertierung wird zwischen zwei Arten unterschieden:
- Aus benachbarten Zellen mit gleichen Attributwerten sollen Vektorobjekte generiert werden.
- Vorhandenen Geoobjekten sollen Attribute aus Rasterdatensätzen zugewiesen werden.
Diese Art der Raster-Vektorkonvertierung basiert in der Praxis fast ausschließlich auf der sogenannten Punktmethode. Dabei werden Geoobjekte mit den Mittelpunkten der Rasterzellen verschnitten. Falls der Mittelpunkt der Zelle innerhalb des Geoobjektes liegt, wird der Wert der Zelle zur Berechnung des Wertes des Geoobjektes verwendet (beispielsweise durch Mittelwertbildung).[17]

#### Koordinatentransformation
Geodaten liegen in unterschiedlichsten Koordinatensystemen vor. Um sie gemeinsam verarbeiten zu können, müssen sie auf dasselbe Koordinatensystem bezogen sein. Eine zentrale Funktion von Geoinformationssystemen ist daher die Koordinatentransformation. Die Koordinatentransformation kann on-the-fly, d. h. im laufenden Betrieb, oder in einem eigenen Arbeitsschritt erfolgen.

#### Georeferenzierung
Unter Georeferenzierung, Geokodierung oder Verortung versteht man die Zuweisung raumbezogener Referenzinformationen zu einem Datensatz.
Zur Herstellung des Raumbezuges werden in vielen Fällen Transformationen und Konversionen sowie Interpolationen notwendig. Dazu gehören die Eliminierung geometrischer Verzerrungen und die Einpassung der Daten in ein gewähltes Koordinatensystem.
Personenbezogene Daten können über die Adresse verortet werden. Dazu sind je nach Aufgabenstellung umfangreiche Adressdatenbanken notwendig um beispielsweise straßenabschnittsgenau Werte zu erhalten.
Satellitenbilder und andere Rasterdaten können erst nach entsprechender Georeferenzierung eingebunden werden.

### Datenverwaltung
Mit wachsenden Datenmengen und der immer stärkeren Verbreitung von Geoinformationssystemen wird es immer wichtiger, Geodaten effizient zu verwalten. Dazu ist es notwendig, Metadaten zu erfassen und kontinuierlich zu aktualisieren. Einige GIS bieten dazu eingebaute Funktionen, andere Systeme überlassen es dem Benutzer, Metadaten mithilfe anderer Softwareprodukte zu verwalten.

#### Geodatenbanken
Für die Speicherung der Sach- und Geometriedaten (vorrangig der Vektordaten) nutzten zu Beginn der GIS-Ära nur wenige GIS-Basissysteme marktgängige Datenbanksysteme (z. B. dBASE oder Oracle). Eine Vielzahl von Systemen basierten auf proprietären Datenbankmanagementsystemen. Heute hat sich die Nutzung von marktgängigen relationalen bzw. objektrelationalen Datenbanksystemen für die Geodatenverwaltung durchgesetzt. Auch die neuen Versionen von MS Access sind entsprechend angepasst worden.
Konventionelle Datenbanken können Geodaten meist nicht effizient verwalten. Daher gibt es für viele kommerzielle und Open-Source-Datenbanken Erweiterungen für die Verwaltung von Geodaten. Beispiele für Geodatenbanken sind: Oracle Spatial, PostGIS und SpatiaLite. Einige Hersteller bieten Schnittstellen zu unterschiedlichen Datenbanken an.

### Räumliche Analysen
Der Begriff der räumlichen oder GIS-Analyse ist nicht eindeutig definiert. Für eine Analyse müssen Rohdaten in nützliche Informationen umgewandelt werden, um effektivere Entscheidungen treffen zu können. Analysen können Umstände und Zusammenhänge aufdecken, die sonst unsichtbar geblieben wären. In der Literatur wird der Begriff für folgende Bereiche verwendet:
- Räumliche Datenmanipulation (beispielsweise die Pufferzonen-Erzeugung)
- Räumliche Datenanalyse – deskriptiv und untersuchend
- Räumliche statistische Analysen (z. B. Interpolation durch Kriging)
- Räumliche Modellierung für räumliche Vorhersagen

Weiter kann zwischen der qualitativen und quantitativen räumlichen Analyse unterschieden werden.
Für die räumliche Analyse ist es wichtig, zu wissen, in welcher Form Daten gespeichert sind und wie die räumlichen Phänomene repräsentiert werden. Die Qualität der Ausgangsdaten beeinflusst die Analyse entscheidend. Sowohl die Eignung der Daten als auch die Wahl geeigneter Analysegebiete sind von großer Bedeutung.
Zu den Methoden der räumlichen Analyse zählen: Abfragen, Messungen, Transformationen, deskriptive Zusammenfassung, Optimierung, Testen von Hypothesen und Modellierung.
Die Ergebnisse von räumlichen Analysen ändern sich, wenn der Ort der Untersuchungsobjekte verändert wird. Um Fehlinterpretationen zu vermeiden, erfordert jede räumliche Analyse eine fachgerechte Interpretation der Ergebnisse.

#### Abfragen und Selektionen
Abfragen dienen der Lösung von Fragestellungen zu sachlichen oder räumlichen Kriterien und zur Selektion der Ergebnisse in der Karte.
Beispiele
- sachlich: Wie viele Einwohner hat eine bestimmte Stadt?
- räumlich: Wie viele und welche Städte liegen am Ufer eines bestimmten Flusses?

#### Puffer
Die Puffer-Funktion (engl. buffer) ermöglicht die Bildung von Pufferzonen um Geoobjekte beliebiger Dimension. Abhängig von der Dimension spricht man von Punkt-, Linien- oder Flächenpuffern.
Bei der Erzeugung der Pufferzonen wird um die ausgewählten Geoobjekte eine Fläche generiert. Die Pufferzonen umschließen das Geoobjekt und umliegende Gebiete innerhalb eines bestimmten Abstandes (fixer Wert oder abhängig von den Attributen der Geoobjekte) vom ursprünglichen Geoobjekt. Die ursprünglichen Geoobjekte werden bei diesem Vorgang nicht verändert.
Puffer sind nicht nur grafische Darstellungen, sondern Objekte, mit denen man Analysen wie beispielsweise Verschneidungen durchführen kann.
Es ist möglich, mehrere Puffer um ein Objekt zu erstellen und diese unterschiedlich zu gewichten (beispielsweise verschiedene Schutzzonenkategorien).

#### Verarbeitung von Grenzen
Bei der Verarbeitung von Grenzen wird nur die Geometrie eines Datenlayers verändert. Die Attribute und Attributwerte werden dabei nicht angetastet. Nur der Flächeninhalt und der Umfang der entstandenen Teilflächen wird neu berechnet. Mögliche Modifikationen sind:
- Zusammenführen von Geometrien
- Herausstanzen von Gebieten
- Aufteilen auf mehrere kleine Gebiete
- Herausschneiden/Löschen von Teilen aus dem Inneren eines Gebietes

#### Verschneidung
Unter Verschneidung versteht man die Überlagerung von Themenebenen (Layer) oder Objektklassen. Mithilfe von Booleschen Operationen werden aus den Ausgangsdatenebenen neue Objekte gebildet, die die Attribute der Ausgangsobjekte kombinieren. Es entsteht eine neue Datenebene. Die Ausgangsdatenebenen werden nicht verändert.

#### Zusammenlegen, Verschmelzen
Diese Funktion vereinigt Objekte mit gleichem Attribut, z. B. zur Entfernung von „Splitterpolygonen“, die durch Verschneidung entstanden sind.

#### Netzwerkanalysen

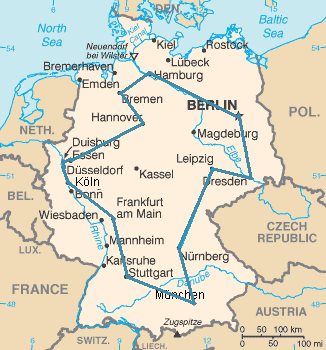
Optimaler Reiseweg eines Handlungsreisenden durch die 15 größten Städte Deutschlands

Die Analyse von Netzwerken gehört zu den zentralen Anwendungen von Geoinformationssystemen.
Anwendungsgebiete von Netzwerken sind die Modellierung von Verkehrssystemen wie Straßen- oder Schienennetzen, aber auch Leitungsnetzen wie z. B. Rohrleitungsnetze oder Telekommunikationsleitungsnetze. Netzwerke sind Mengen von Knoten und Kanten. Sie gehören zu den Graphen, wobei in der Praxis zumeist nur unsymmetrische und gewichtete Graphen vorkommen. Die Analyse von Netzwerken basiert auf der Graphentheorie. Netzwerke weisen eine Knoten-Kanten-Knoten-Topologie auf und bauen somit auf dem Vektormodell auf.
Netzwerkkanten können Straßen, Eisenbahn- oder Schifffahrtslinien für ein Transportnetzwerk ebenso wie Leiterbahnen eines elektrischen Leitungsnetzes oder die Flüsse eines Flussnetzes darstellen. Die Knoten des Netzwerkes sind z. B. Haltestellen oder allgemeine Verknüpfungsstellen wie beispielsweise Kreuzungen. Den Netzwerkelementen können Eigenschaften zugewiesen werden, die je nach Aufgabenstellung in Analysen einbezogen werden können. Die Bewertung der Kanten erfolgt in der Regel durch die Weglänge zwischen zwei Knoten. Für die Fahrzeugnavigation kann auch die Fahrtzeit zur Bewertung herangezogen werden.
Netzwerkanalysen werden zur Lösung folgender Probleme durchgeführt:
- Ermittlung kürzester Wege zwischen zwei Punkten
- Problem des Handlungsreisenden
- Ermittlung von Einzugsbereichen

#### Interpolation

Thiessen-Polygone, oder auch Voronoi-Diagramm

Leistungsfähige GIS bieten Verfahren zur räumlichen Interpolation und Modellierung von Flächen im Raum. Ausgehend von wenigen, im Raum verteilten Punkten (xi,yi) mit Attributwerten zi (beispielsweise Temperaturmessungen oder Höhenangaben) sollen für beliebige Punkte (xk,yk) Attributwerte zk bestimmt werden. Dazu wird mithilfe von Interpolationsverfahren von den bekannten Werten zi auf die unbekannten zk-Werte geschlossen. Dabei wird implizit angenommen, dass diejenigen Standorte (bzw. die zugehörigen Werte) den gesuchten Wert an einem neuen Standort stärker beeinflussen, die näher zu ihm liegen. Interpolationsverfahren laufen auf die Bestimmung gewichteter Mittelwerte hinaus.
Klassische Anwendungsgebiete sind die Berechnung einer räumlichen Niederschlags- oder Temperaturverteilung, einer Gelände- oder Grundwasseroberfläche oder der räumlichen Verteilung von Stoffkonzentrationen im Boden.
Zu den räumlichen Interpolationsverfahren zählen:
- Trendflächenanalyse
- Räumliche Interpolation durch Mittelwertbildung
- Triangulation und Thiessen-Polygone (Voronoi-Diagramm bzw. Dirichlet-Zerlegung)

### Präsentation
Die Möglichkeiten der Darstellung und Präsentation spielen in GIS eine entscheidende Rolle. Die herkömmlichen Auswertungen aus Datenbanken werden mithilfe eines GIS durch die Veranschaulichung zum Beispiel auf einer Landkarte oft verständlicher und bieten unterschiedliche Darstellungsmöglichkeiten. Die Funktionen sind deshalb sehr umfangreich. Hier einige wichtige Beispiele:
- automatische Erstellung von Legende, Maßstabsleiste, Nordpfeil und anderer Kartenrandangaben
- frei wählbarer Kartenmaßstab und beliebige Kartenausschnitte
- Darstellung in frei wählbarem Kartennetzentwurf
- frei definierbare Farb- und Mustergebung, sowie symbolische Darstellungen
- Ein-/Ausblendung und Kombination verschiedener Layer (Raster- und Vektordaten)
- 3D-Darstellungen, Digitale Geländemodelle, „Drape“ (mit Raster- oder Vektordaten überlagertes 3D-Modell)
- Animationen (Flug über Gelände und Ähnliches)
- Geländeschnitte/Profile
- Einbindung von Diagrammen, Bild- oder Audiodaten

#### Generalisierung

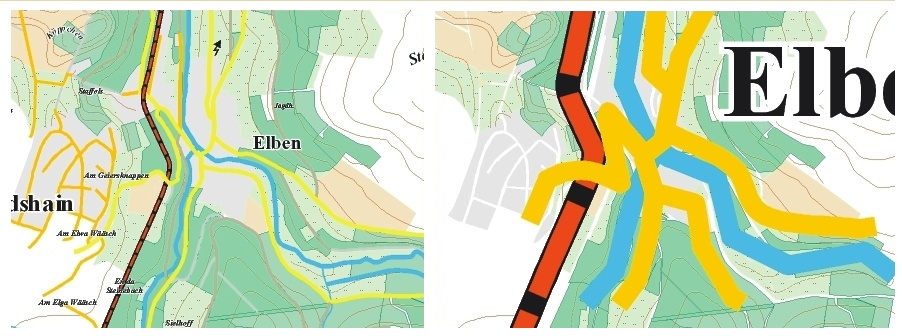
Ein Beispiel für Generalisierung

Zusammenfassung, Verallgemeinerung, Vereinfachung und Selektierung von Objekten. Generalisierung über die Erfassungsgeneralisierung hinaus ist notwendig, wenn der Maßstab verkleinert wird, um eine Beeinträchtigung der Lesbarkeit zu verhindern.

### Automatisierung
Für wiederkehrende Aufgaben ist es sinnvoll, diese zu automatisieren, indem die notwendigen Abläufe zu Makros zusammengefasst werden. Solche Aufgaben können sein:
- Plots von Karten und Plänen entsprechend einem bestimmten Blattschnitt unter gleichen Randbedingungen
- Nachattributierung importierter Daten
- spezifische periodische Auswertungen für regelmäßige Berichte
- Regelmäßige Datenweitergaben an andere Ämter oder Firmen über definierte Schnittstellen
- Prüfvorgänge zur Datenkonsistenz
- Einbeziehung extern gepflegter Sachdaten

Voraussetzungen für Automatisierbarkeit sind:
- Eine Makrosprache mit Schleifen, Bedingungen und Eingabemöglichkeiten
- konsistente, redundanzfreie Daten (Ausnahme: wenn die Konsistenz erst durch das Makro geprüft wird).
- softwarelesbare, klassifizierte Datenattribute, nach welchen selektiert werden kann.

## Ausprägungen

### Landinformationssysteme (LIS)
Landinformationssysteme verwalten detaillierte Geodaten, vor allem Basisdaten (primäre, direkt gemessene/erhobene Daten), die großmaßstäbig strukturiert sind. Landinformationssysteme werden meist von Vermessungsbehörden (Kataster- und Vermessungsamt) aufgebaut und geführt. Sie beziehen sich in erster Linie auf die vermessungstechnische Abbildung der Erdoberfläche in Form digitaler Karten und Grundbuch.

### Kommunales Informationssystem (KIS)
Kommunale Informationssysteme sind GIS in Gemeinden. Zentraler Bestandteil eines KIS sind die Geobasisdaten des LIS (Automatisierte Liegenschaftskarte und Automatisiertes Liegenschaftsbuch in Deutschland, Digitale Katastralmappe und Grundstücksdatenbank in Österreich) und Luftbilder. Sie ermöglichen den Mitarbeitern einer Kommune den schnellen Zugriff auf Informationen zu einem Flurstück (Eigentümer, Flächengröße, Nutzung …).
Neben dieser Grundlage enthalten KIS verschiedenste Zusatzlayer. Ein kommunales Umweltinformationssystem (KUIS) ist beispielsweise ein Instrumentarium für Aufgaben der Kommune im Bereich der Umwelt, das Daten über alle Umweltbereiche räumlich, zeitlich und sachlich bereithält, verarbeitet und aktuell hält. Die ersten Zusatzlayer, die erfasst wurden, enthielten meist den Leitungskataster für Wasser, Kanal, Gas und Strom. Heute existieren diverse Zusatzlayer wie Grünflächenkataster, Baumkataster, Friedhofskataster, Spielplatzkataster u. a.

### Umweltinformationssystem (UIS)
Umweltinformationssysteme dienen zur Bereitstellung von Umweltinformationen. Sie bestehen in der Regel aus mehreren Umweltdatenbanken zu verschiedenen Themen und bieten leistungsfähige Zugriffs- und Auswertemethoden zur Ableitung von Umweltinformationen. Umweltinformationssysteme dienen der Erfassung, Speicherung, Verarbeitung und Präsentation von raum-, zeit- und inhaltsbezogenen Daten zur Beschreibung des Zustandes der Umwelt hinsichtlich Belastungen und Gefährdungen und bilden die Grundlage für Maßnahmen des Umweltschutzes. Sie bestehen in der Regel aus vielen verschiedenen Fachinformationssystemen (FIS).
Ihre Aufgaben erstrecken sich von der Erfassung der Radioaktivität, der Kontrolle der Umweltmedien Luft, Wasser und Boden bis hin zu Biotopkartierungen und der Erhaltung der Artenvielfalt. Sie dienen der Notfallvorsorge, dem Verwaltungsvollzug und der Bürgerinformation im Umweltbereich.
Wegen der Vielfalt der potenziellen Nutzer eines UIS bestehen unterschiedlichste, teilweise divergierende Anforderungen an die Charakteristika eines UIS. UIS werden als Informationssysteme in der Verwaltung und in Unternehmen der freien Wirtschaft (so genannte Betriebliche Umweltinformationssysteme) eingesetzt. Frühe Nutzer waren beispielsweise Umweltbehörden wie das Umweltbundesamt (UBA) oder Landesumweltministerien und deren nachgeordnete Landesämter.

### Bodeninformationssystem (BIS)
Bodeninformationssysteme umfassen geologische Daten. Sie sind komplex und können nur in interdisziplinärer Kooperation aufgebaut werden.
Ein Bodeninformationssystem im engeren Sinn (A, CH) enthält Daten zur örtlichen Verbreitung der Bodentypen und ihrer Eigenschaften wie Bodenaufbau, Humusgehalt, pH-Wert und Bodenschwere. Die Bodenkarten können neben der Bodenart auch Bodenbelastungen oder die Erosionsgefährdung zeigen.
Ein Bodeninformationssystem im weiteren Sinn (z. B. das BIS-NRW oder das Niedersächsische Bodeninformationssystem NIBIS) umfasst auch Daten zum geologischen Aufbau der obersten Erdkruste sowie zur Hydrogeologie, Belastbarkeit, Ingenieurgeologie und Geochemie. Die Daten enthalten Bohrungs-Beschreibungen, Analysedaten und Karten verschiedener Maßstäbe und Themen.

### Netzinformationssystem (NIS)
Ein Netzinformationssystem dient Ver- und Entsorgungsunternehmen zur Dokumentation ihres Leitungsbestandes. Neben der grafischen Repräsentation der Leitungsverläufe und ihres Zustands werden Datensätze über Art und technische Daten in diesem Informationssystem verwaltet. Netzinformationssysteme werden von vielen Unternehmen angeboten und bei ingenieurtechnischen Planungen – etwa bei der Leitungsrecherche vor Baumaßnahmen – genutzt.

### Fachinformationssystem (FIS)
Fachinformationssysteme stellen eine besondere Klasse von Geo-Informationssystemen dar. Hierunter fallen die Spezialanwendungen, die mit den bisherigen Ausprägungen nicht abgedeckt sind. Sie sind Informationssysteme, die fachbezogene Aufgaben unterstützen und zur Bewältigung konkreter Fachanforderungen notwendig sind, beispielsweise für Bauwesen, Geographie, Geologie, Hydrologie, Lawinen- und Umweltschutz, Verkehrsplanung, Touristik, Freizeit- und Routenplanung.
Hauptabnehmer für Fachanwendungen sind Kommunen.

### GIS in der Archäologie
Auch in der archäologischen Forschung werden Geoinformationssysteme eingesetzt. So werden z. B. archäologische Fundstellen mit den Informationen zu ihrer Umwelt wie Gewässer-, Rohstoff- und Nahrungsmittelentfernung, Bodengüte, Klimazone verknüpft. Hierbei arbeiten vor allem Geodäten, Geographen und Archäologen in interdisziplinären Gruppen zusammen.
In der archäologischen Denkmalpflege verschiedener Länder und Staaten (Vorreiter sind in Europa u. a. die Niederlande) werden GIS vor allem zur Bestandserfassung, -visualisierung und -auswertung verwendet. So können beispielsweise für die Bauleitplanung Fundstellen und die zugehörigen Informationen schnell kartiert und mit geplanten Bauvorhaben abgeglichen werden. Neuerdings werden GIS zunehmend zur Berechnung von Lagekriterien noch unbekannter Fundstellen eingesetzt (sog. Prädiktionsmodelle; z. B. Archäoprognose Brandenburg.)

### GIS bei der Veranstaltungsplanung
GIS dienen auch als Werkzeug zur Planung von Großveranstaltungen. In dem Projekt GEOLYMPIA demonstriert der GIS-Cluster der Universität Salzburg die verbesserte Planung und Durchführung sportlicher Großereignisse. Die Optimierungen wurden bei Ereignissen wie der Rad-WM 2006, der Fußball-EM 2008 oder bei Olympia 2014 zur Planung eingesetzt. Die Gruppe entwickelt Module für Szenarien zum nachhaltigen Ressourceneinsatz und zur Erhöhung der Sicherheit derartiger Großveranstaltungen.

### GIS in Transport und Logistik (GIS-T)
Geoinformationssysteme für Transport und Logistik (GIS-T) umfassen die Methoden und Anwendungen von GIS-Technologien für Problemstellungen im Transportbereich. Eine wichtige Anwendung ist die Erstellung und Wartung von Straßengraphen.

## Standards
Die wichtigsten Standards im GIS-Bereich sind die Standards des Open Geospatial Consortiums (OGC) und die ISO Serie 191xx.

### OGC-Standards
OGC Interface- und Protokoll-Spezifikationen ermöglichen die Kommunikation zwischen unterschiedlichen Web-GIS, standortbezogenen Diensten und Standard-IT-Technologien. Die Standards ermöglichen das Entwickeln von komplexen Geoanwendungen und deren Funktionen einer Vielzahl von Applikationen bereitzustellen. Beispiele für OGC-Spezifikationen sind Web Map Service (WMS), Web Feature Service (WFS) und Simple Feature Access.

### ISO Serie 191xx
Standards dieser Serie:
- ISO 19107 (Raumbezugsschema)
- ISO 19109 (Anwendungsschemata)
- ISO 19111 (Koordinatenreferenzsysteme)
- ISO 19115 (Metadaten)
- ISO 19136 (Geography Markup Language / GML)

### INSPIRE
Die Geodateninfrastruktur in der Europäischen Gemeinschaft, englisch Infrastructure for Spatial Information in the European Community (INSPIRE) ist eine Initiative der europäischen Kommission für eine europäische Geodateninfrastruktur insbesondere in der Umweltpolitik. Basis ist die Richtlinien 2007/2/EG und ihre Durchführungsbestimmungen. Sie regeln ein einheitliches Daten-/Metadaten-Format.